# Nikolaï Racheïev
Nikolaï Georguiievitch Racheïev (en russe : Николай Георгиевич Рашеев) ou Mykola Georguiiovitch Racheïev (en ukrainien : Микола Георгійович Рашеєв), est un scénariste et réalisateur soviétique puis ukrainien, né le 8 avril 1935 à Kiev et mort le 5 octobre 2021.

## Filmographie

### Réalisateur
- 1968 - Le Petit orchestre de l'école (Маленький школьный оркестр)
- 1971 - Boumbarach (Бумбараш) [téléfilm]

### Scénariste
- 1966 - La Verticale (Вертикаль) de Boris Dourov et Stanislav Govoroukhine
- 1968 - Le Petit orchestre de l'école (Маленький школьный оркестр) d'Aleksandr Mouratov et Nikolaï Racheïev [moyen métrage]